# Cantonul Quiberon
Cantonul Quiberon este un canton din arondismentul Lorient, departamentul Morbihan, regiunea Bretania, Franța.

## Comune
- Carnac
- Hoëdic
- Île-d'Houat
- Plouharnel
- Quiberon (reședință)
- Saint-Pierre-Quiberon
- La Trinité-sur-Mer